# Modzurów
Modzurów (deutsch Mosurau, 1937–1945 Mosern) ist ein Dorf in der Landgemeinde Rudnik im Powiat Raciborski der Woiwodschaft Schlesien in Polen.

## Geographie
Modzurów liegt fünf Kilometer nordwestlich von Rudnik, neun Kilometer nordwestlich von Racibórz (Ratibor) und 64 Kilometer westlich von Katowice. Östlich fließt die Oder, und 12 Kilometer südwestlich verläuft die Landesgrenze zu Tschechien.